# Operculoppia kunsti
Operculoppia kunsti är en kvalsterart som beskrevs av Hammer 1968. Operculoppia kunsti ingår i släktet Operculoppia och familjen Oppiidae. Inga underarter finns listade i Catalogue of Life.